# 若狭屋与市
若狭屋 与市（わかさや よいち、生没年不詳）は、江戸時代から明治時代にかけての江戸の地本問屋、団扇問屋。代表的な版元のひとつ。

## 来歴
若林堂、若与と号す。本姓は山本。芝神明前三島町惣八（惣作）店、同町金兵衛店、同町10六兵衛店で寛政年間から明治期に営業している。嘉永4年（1851年）再興時の団扇問屋として「芝三嶋町、六兵衛地借 若桜屋与市」とある。安政3年（1856年）5月に芝神明前三島町の家主となった。喜多川歌麿、歌川豊国、2代歌川豊国、歌川国貞（3代歌川豊国）、歌川広重、渓斎英泉、歌川国芳、豊原国周、3代歌川広重、2代目歌川国輝、河鍋暁斎、安達吟光らの錦絵、草双紙などを多数出版している。

## 作品
- 喜多川歌麿 『当時全盛美人揃』 大判 錦絵10枚揃物 寛政5年‐寛政6年
- 喜多川歌麿 『当時全盛似顔揃』 大判 錦絵10枚揃物 寛政5年‐寛政6年
- 喜多川歌麿『婦人手業拾二工』 大判 錦絵12枚揃物
- 喜多川歌麿『丁子屋内唐琴』 大判 錦絵
- 喜多川歌麿『風俗三段娘』 大判3枚揃 錦絵 寛政5年‐寛政7年
- 歌川豊国 『山屋仮宅之図』 大判3枚続 錦絵 寛政6年
- 2代目歌川豊国 『松葉屋内染之介』
- 3代目歌川豊国 『源氏絵』
- 歌川広重 『花鳥画』 大短冊判 天保初期
- 歌川広重『月二拾八景之内』 大短冊判 錦絵揃物 天保3年ころ
- 渓斎英泉 『両国夕凉之図』 大判3枚続 錦絵 文化末‐文政
- 渓斎英泉 『浮世風呂美女競』
- 渓斎英泉 『今様婦（女＋慈）の雪』
- 歌川国貞 『吉原七小町』 大判7枚揃 錦絵 文政
- 歌川国芳 『二十四孝童子鑑』 横大判 錦絵揃物 弘化1年‐弘化3年
- 河鍋暁斎 『狂斎百図 狐に馬をのりかへる』 大判 錦絵揃物の内 文久3年‐慶応2年
- 河鍋暁斎 『狂斎百図 大津絵の戯』 大判 錦絵揃物の内 文久3年‐慶応2年
- 3代目歌川広重 『蒸気車出発時刻賃金付』 大判3枚続 錦絵 明治5年（1872年）
- 2代目歌川国輝 『東京各大区之内日本橋電信局』 大判 錦絵 明治6年（1873年）
- 3代目歌川広重 『御行幸御発輦之図』 大判 錦絵 明治13年（1880年）
- 豊原国周 『恋湊博多諷』 大判3枚続 錦絵 明治13年
- 安達吟光 『朝鮮変報』 大判3枚続 錦絵 明治15年（1882年）